# 자절

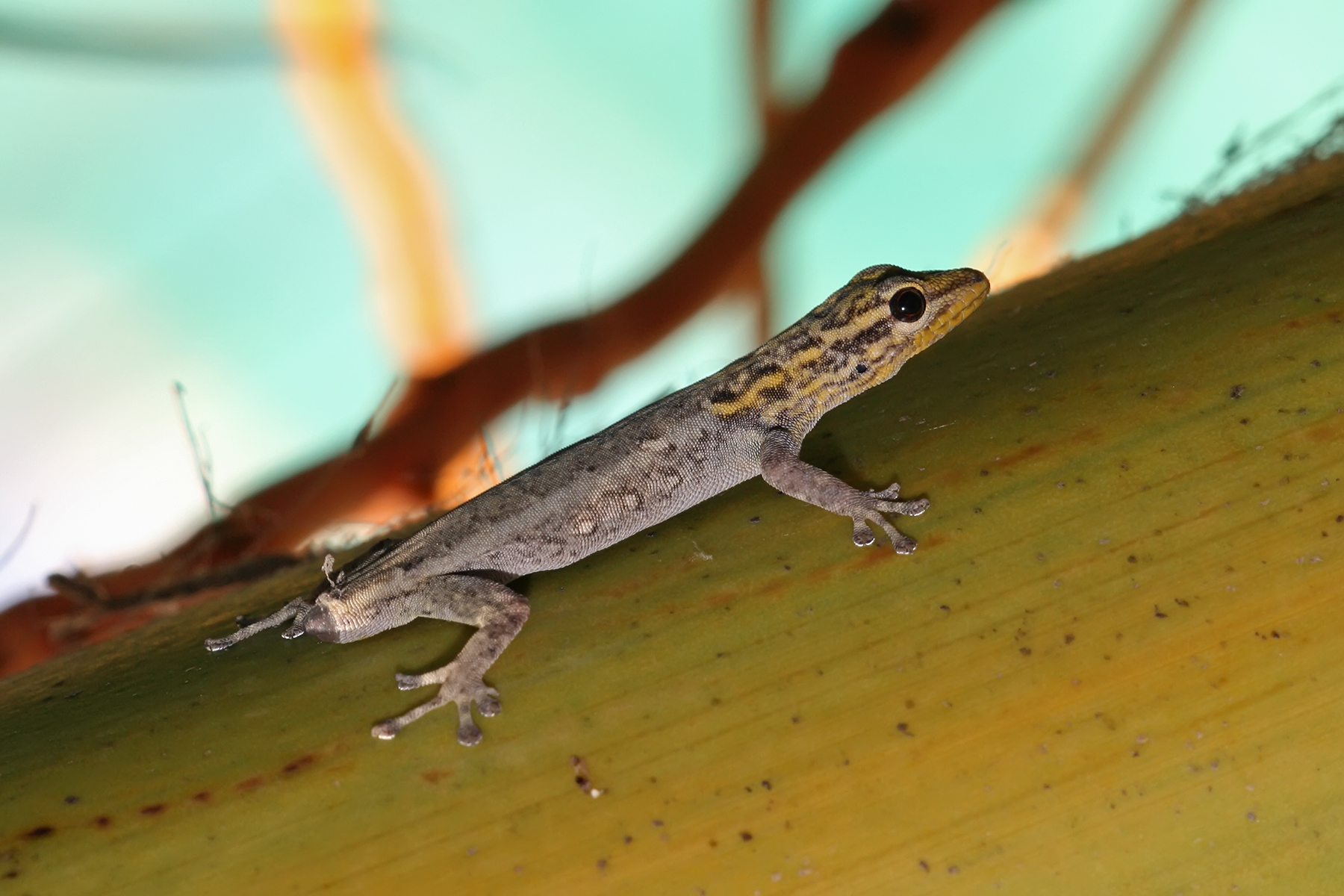
꼬리를 자절한 흰머리난쟁이도마뱀붙이(:en:white-headed dwarf gecko)

자절(Autotomy - 그리스어 auto- "자기-" 와 tome "자르기"에서 유래, αὐτοτομία) 혹은 자기절단(self-amputation)은 동물이 한 개 이상의 부속지(en:appendage)를 스스로 자르거나 버리는 행위이며, 주로 포식자의 품에서 벗어나거나 주의를 끌어서 도망치기 위한 자기방어기제로서 작용한다. 어떤 동물들은 나중에 잃어버린 부위를 재생할 수 있다.

## 척추동물

### 파충류와 양서류

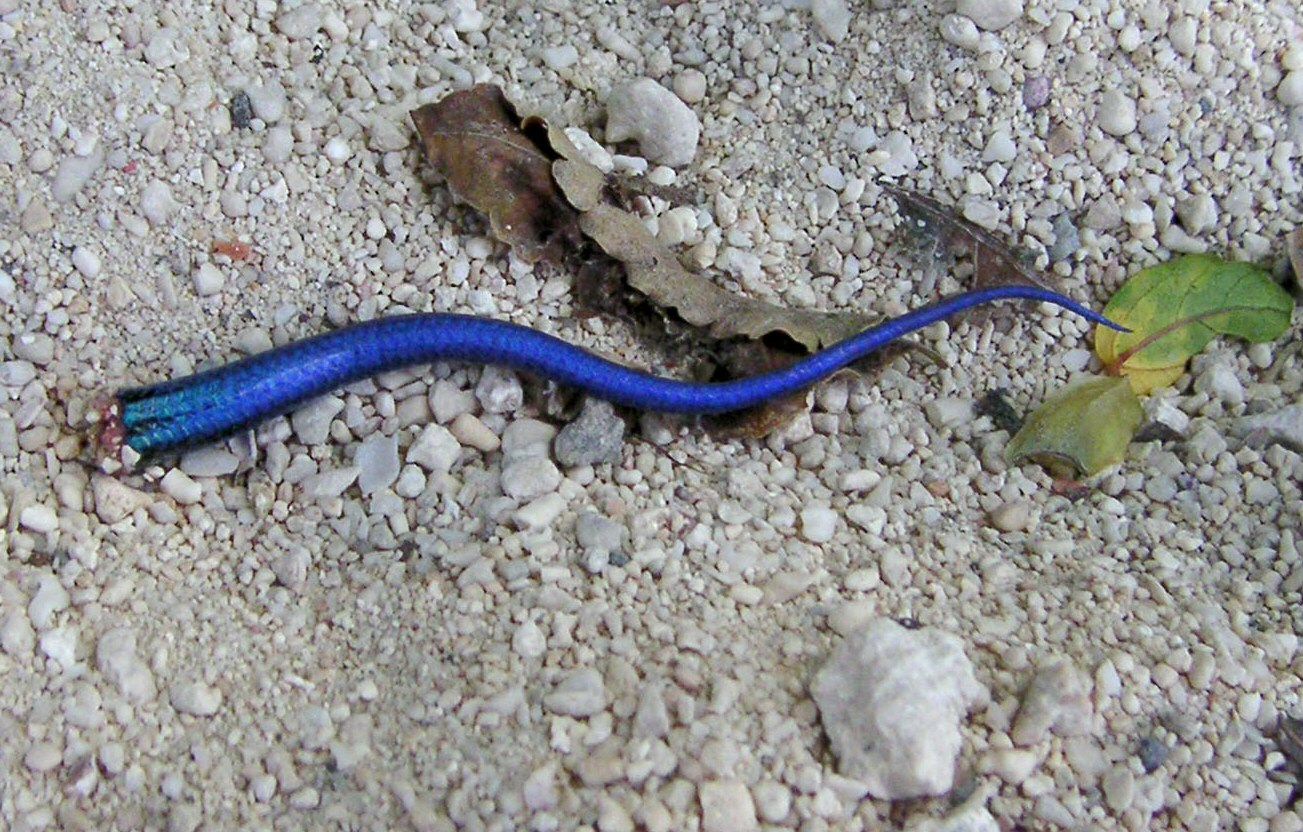
자절한 도마뱀의 꼬리

어떤 도마뱀, 도롱뇽, 투아타라는 꼬리가 붙잡히면 도망치기 위해 자절한다. 대부분의 종의 꼬리는 계속해서 꿈틀거려서, 도망치는 동안 포식자의 주의를 끈다. 종에 따라 꼬리를 부분적으로 재생할 수 있으며, 보통 몇 주, 몇 달이 걸린다. 새 꼬리는 꼬리로서의 기능은 할 수 있지만 대개 전보다 짧고, 꼬리뼈 대신 물렁뼈가 존재하며, 피부의 색깔과 질감은 보통 이전과는 상당히 다르다.
꼬리를 끊을 수 있는 능력을 의미하는 학술용어는 자미절단(caudal autotomy)이다. 꼬리를 자절하는 대부분의 도마뱀의 경우, 꼬리는 충분한 힘으로 잡혔을 때만 끊어지지만, 몇몇 도마뱀붙이 같은 어떤 종들은 진정한 자절을 행할 수 있어서, 개미한테 공격당하는 등 충분히 스트레스를 받을 때 꼬리를 끊어낸다.
도마뱀의 자미절단은 두 형태로 나뉜다. 추간자절(intervertebral autotomy)은 꼬리뼈 사이가 끊어지며, 추내자절(intervertebral autotomy)은 꼬리 가운데의 꼬리뼈를 각각 가로지르는 취약한 부위, 파괴단면이 있어서, 근육을 수축시켜 취약한 부위를 골절시킨다. 그 다음엔 괄약근이 미동맥(:en:caudal artery)을 수축시켜 출혈을 최소화한다. 자미절단은 도마뱀들한테 흔한 것이다; 20과 중 13과에 속한 종들이 자미절단을 할 수 있다.
자미절단은 반포식자 전략으로서 존재하지만, 동종대립, 공격의 비율이 높은 종들에게도 존재한다. 예를 들어 아가마도마뱀(:en:Agama agama)은 다른 동종에 대항해 꼬리를 채찍처럼 휘두르며 싸운다. 자절할 수는 있지만 사회적 입지와 짝짓기 능력의 감소라는 사회적 비용을 대가로 치르게 된다. 하지만 새로 돋아난 꼬리는 곤봉처럼 자라나 더욱 강력한 무기가 되며, 자절과 재생은 결국은 생존, 번식 능력을 높여준다.
자절은 효과가 뛰어나지만, 큰 비용을 지불해야 하기도 하기 때문에 오직 최후의 수단으로 쓰인다. 꼬리가 끊어지면 면역체계가 약해져서 기생충과 다른 해로운 유기체가 신체에 더 큰 해를 끼치게 되어 건강과 수명이 줄어든다. 꼬리가 지방의 형태를 한 에너지 저장고로서 중요한 역할을 하기 때문에, 쉽사리 끊어버리기에는 가치가 너무 크다. 많은 종들은 활동 감소 같은 자절 후의 대책을 진화시켰는데, 에너지 비축분 고갈 등의 부정적인 결과를 상쇄하기 위함이다. 이처럼 꼬리를 주요 영양분 저장 기관으로 활용하는 몇몇 도마뱀들은 위협이 가시고 나면 꼬리를 떨어뜨린 곳으로 돌아와, 비축한 영양소의 일부라도 회복하기 위해 꼬리를 먹어치운다. 한편 몇몇 종들은 동족 경쟁자를 공격하여 꼬리를 잡아두고, 경쟁자가 달아나면서 끊어둔 꼬리를 먹어치운다. 자절 이후에는 재생이 최우선순위가 되는데, 이동능력을 최적화하고 번식능력을 되찾기 위해서이다. 꼬리를 재생하는 동안 자미절단 능력이 복귀되는데, 대개 신체의 성장이나 동종간 상호작용을 방해할 정도로 에너지를 앗아간다.

#### 화석으로 남은 자절
자절 능력을 가지고 있었던 도마뱀 외 파충류의 화석은 석탄기 말기, 페름기 초기 시대로 거슬러올라간다. 쥬라기 시기의 도마뱀 두 종, Eichstaettisaurus schroederi 와 Ardeosaurus digitatellus는 추내자절단면이 있는 것이 확인되었으며, 이 종들은 현재 존재하는 도마뱀붙이류의 조상격에 위치해 있다.

### 포유류
최소 아프리카의 가시주머니생쥐에 속하는 두 종, 켐프가시쥐와 퍼시벌가시쥐는 예를 들면 포식자에게 잡힌 상황에서 피부를 자절하여 벗을 수 있다. 이 녀석들은 이런 짓을 한다고 알려진 최초의 포유류이다. 이 녀석들은 자절하여 벗거나 다른 이유로 손상된 피부 조직을 완전히 재생할 수 있다 - 모낭, 피부, 땀샘, 모발, 연골이 흉터가 거의, 전혀 남기지 않고 자라난다. 이러한 재생 유전자는 사람에서도 기능한다고 여겨진다.

## 무척추동물
200 종 이상의 무척추동물이 회피, 방어 행동의 일환으로 자절을 활용한다. 이 동물들은 생존에 필요하다면 자발적으로 부속지를 끊어낸다. 자절은 화학적, 온도적, 전기적 자극에 반응해 일어날 수 있지만, 아마도 포식자에게 잡혔을 때 기계적 자극에 반응하는 경우가 제일 많을 것이다. 자절은 탈출의 기회를 높일 뿐만 아니라, 물린 부위에서 독이 퍼져나간다든지 해서 동물의 잔여물이 야기하는 추가적인 손상을 방지해준다.

### 연체류
몇몇 종의 문어는 생존, 번식을 위해 자절한다: 수컷의 교접용 다리(en:hectocotylus)는 짝짓기 도중 떨어지며, 암컷의 외투(:en:mantle (mollusc))낭안에 남아있다.
Prophysaon 속의 민달팽이 종은 꼬리의 일부분을 자절할 수 있다. 어떤 바다달팽이(:en:Oxynoe panamensis)도 지속적으로 물리적인 마찰이 생기면 꼬리를 자절한다고 알려져있다.
몇몇 바다민달팽이(:en:sea slug)는 자절할 수 있다. Discodoris lilacina 와 Berthella martensi는 붙잡히면 외투기(mantle skirt) 전체를 떨어뜨리며, 이러한 습성 덕에 Discodoris lilacina가 Discodoris fragilis 로도 불린다. Phyllodesmium 의 구성원들은 (en:cerata)를 떨구는데, 그 끝부분의 커다란 점액낭이 점성 물질을 분비한다.

### 갑각류
자절하는 돌게(:en:Florida stone crab)는 특히 플로리다주에서 다시 자라나는 음식으로 활용된다. 게의 한쪽, 양쪽 집게를 떼어낸 다음 떼낸 부위가 다시 자라나도록 게를 바다에 던지는 방식으로 수확한다. 하지만 실험환경에서는 상업적인 기술을 사용했음에도 양쪽 집게를 제거한 돌게의 47%, 한쪽 집게를 제거한 돌게의 28%가 죽었다; 그 중 76%는 집게를 뗀 지 24시간 안에 죽었다. 어업 수확분에서 재생된 팔이 차지하는 비중은 낮다; 한 연구는 10% 미만, 좀 더 최근의 연구는 13%만이 재생한 팔을 가지고 있다는 것을 보여준다.(집게떼기(:en:Declawing of crabs)를 참고하라)
어획 후 부속지 자절은 몇몇 종류의 게, 바다가재 어업에서 문제가 될 수 있으며, 이 갑각류가 민물이나, 분류상자의 건조한 소금의 형태로 고염해수에 노출되면 흔히 일어나는 현상이다. 갑각류의 자절 반사반응은 갑각류가 "고통을 느끼는지"에 대한 주장을 고려하는 질문을 불러일으키는 자연적인 행동의 예시로서 제안되어왔다. 이는 "고통"의 정의의 기반이 될 수 있는데, 다만 이 문맥 상에서의 의미를 증명하든 반증하든 어떠한 반증가능한 시험도 이루어지지 않았다는 오류가 있다.

### 거미

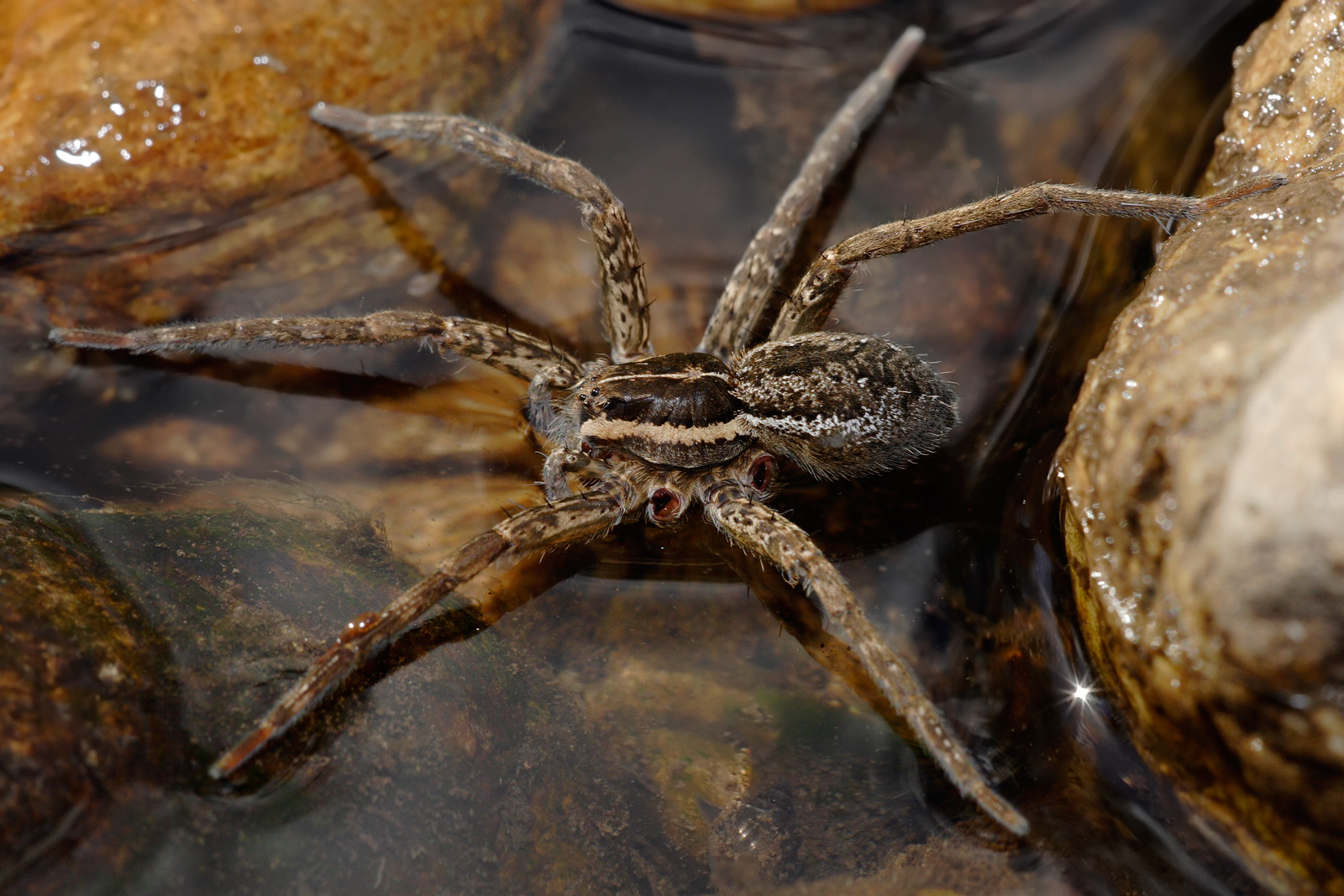
다리 두 개를 잃어버린 닷거미(:en:Dolomedes)

자연환경에서 호랑거미류(:en:Argiope (spider))는 말벌이나 벌이 쏜 다리를 자절한다. 실험환경에서는 거미의 다리에 벌독, 말벌독을 주입하면 부속지를 자절한다. 하지만 염분만을 주입하면 다리를 거의 자절하지 않기 때문에, 물리적인 액체의 주입이나 침입 그 자체만으로는 자절을 유발하지 않는 것으로 보인다. 게다가 사람한테 주입했을 때 고통을 불러일으키는(세로토닌, 히스타민, 포스포리페이즈 A2(:en:phospholipase A2), 멜리틴(en:melittin)) 독 성분을 주입한 거미는 다리를 자절했지만, 사람에게 고통을 주지 않는 독 성분을 주입했을 때는 자절하지 않았다.

### 벌과 말벌
꿀벌이 희생자를 독침(en:Stinger)으로 쏠 때는 때때로 미늘 모양의 침이 파묻힌 채 남는다. 벌의 복부에서 신경절(en:ganglion), 다양한 부위의 근육, 독낭(:en:venom sac), 소화관이 끝부분을 포함한 말초부위가 침에 통째로 딸려나간다. 복부가 이렇게 크게 파열된 벌은 죽고 만다. 꿀벌 일벌은 단 한 번만 쏠 수 있다고 널리 알려져있지만, 이는 부분적으로는 맞지 않다: 미늘 모양 독침이 희생자의 피부에 박히면 벌의 복부가 찢겨져서 죽어버리지만, 이런 일은 쏜 대상의 피부가 포유류처럼 충분히 두꺼울 때만 일어난다. 한편 꿀벌 여왕벌의 독침에는 미늘이 없고, 자절하지도 않는다. 모든 꿀벌류의 종들은 이런 식으로 독침을 자절한다. (:en:Polybia rejecta), 수리남북치기벌(:en:Synoeca surinama)의 두 말벌과 종이 방어기제로서 독침을 자절한다.
수펄의 생식기(:en:Drone (bee))의 내남근(endophallus), 귀두(cornua) 부위도 짝짓기하는 동안 자절하여 짝짓기마개(:en:mating plug)로서 기능하는데, 다음 수펄이 여왕과 교미하려면 생식기로 이걸 제거하여야 한다. 수펄은 몇 분 동안 짝짓기하는 도중에 죽는다.

### 극피동물
해삼이 스트레스를 받을 때 내부 기관을 배출하는 내장탈출(en:Evisceration)도 자절의 한 형태이며, 잃어버린 기관들은 나중에 재생된다.
어떤 불가사리는 팔을 떼낸다. 팔은 나중에 새로운 불가사리로 자라날 수 있다.

## 참고 문서
- 아인훔(영어판)
- 반포식자 적응(영어판)
- 자가절단(영어판)
- 신체통합정체성장애

## 같이 보기
- 절단 (의학)

## 참고 문헌
- Pakarinen, E (1994). “Autotomy in arionid and limacid slugs”. 《Journal of Molluscan Studies》 60 (1): 19–23. doi:10.1093/mollus/60.1.19.
- Autotomy in sea gastropod